# Seetaktik
Unter Seetaktik versteht man Taktiken, die im Kampf zur See angewendet werden. Seetaktik unterscheidet sich generell von Landtaktik, da auf See einige den Landkampf dominierende Elemente wegfallen, andere Faktoren dadurch ein umso größeres Gewicht erhalten.

## Unterschiede zwischen Land- und Seetaktik
- Auf See gibt es kaum geographische Elemente, es gibt kein unterschiedliches Gelände (Feld, Wald, Sumpf, Berg usw.) auf denen sich Streitkräfte unterschiedlich schnell bewegen können. Nur in Küstennähe oder bei U-Booten kann die Fahrwassertiefe eine Rolle spielen und Schiffe sind nachts vor dem Hintergrund einer Küste schlechter zu sehen als gegen die offene See. Ansonsten bewegen sich alle Einheiten gleich gut durch das Kampfgebiet. Es gibt keine Deckung im Gelände, keine Hindernisse wie z. B. Flüsse die überquert werden müssen. Es gibt kein höheres Gelände, von dem man besonders gute Sicht und Feuerpositionen hat.
- Es gibt keine klassischen Angreifer und Verteidiger, alle Seiten sind immer in Bewegung. Taktische Vor- und Nachteile, wie z. B. das Aufgeben der Deckung durch den sich bewegenden Angreifer entfallen.
- Artilleristische Grundregeln hatten zur Zeit der mit Kanonen und Geschützen bewaffneten Schiffe auf See viel größeres Gewicht als auf Land. Die effektive Reichweite eines Schiffsgeschützes beruht auf seiner eigenen Feuerkraft und der maximalen Erhöhung des Geschützlaufes. Weder ist sie abhängig von der Positionierung des Geschützes (Höhenvorteile durch Stationierung auf Anhöhen), noch gibt es Barrieren, die tote Winkel erzeugen wie z. B. die Rückseite eines Berges, die von einem Geschütz nicht beschossen werden kann. Bei Gefechten über größere Entfernungen muss dagegen einberechnet werden, dass sich das Ziel selbst bewegt. Die Geschütze müssen auf den Punkt gerichtet werden, an dem das Schiff zum Zeitpunkt des Eintreffens des Geschosses sein wird, nicht auf den Punkt, an dem es sich beim Abschuss gerade befindet. Aufgrund der relativ geringen Größe eines Schiffes im Gegensatz zu den Flächenzielen an Land muss das Feuer äußerst genau sein. Zusätzlich müssen die Lageveränderungen des eigenen Schiffes wie zum Beispiel Schwankung der Erhöhung durch Rollen des Schiffes in hoher See berücksichtigt werden. Die Panzerung eines Schiffes muss den Winkel der einfallenden Granaten berücksichtigen. Auf kurze Entfernung schossen Kriegsschiffe in einem flachen Bogen (Flachfeuer), die Granaten trafen das Schiff von der Seite, die dementsprechend gepanzert sein musste. Auf größere Entfernung hingegen wurden die Flugbahnen der Geschosse sehr steil und trafen das Schiffsdeck direkt von oben, dieses musste daher separat gepanzert werden. Seiten- und Deckpanzerung schützten jeweils nur gegen Granaten aus einer bestimmten Entfernung, die unterschiedliche Verwundbarkeit von Schiffen auf verschiedene Entfernungen (die so genannten Immunitätszonen) beeinflussten die Kampftaktik. Panzer der Armee haben hingegen fast nur Seitenpanzerung, gegen direkt von oben einfallende Geschosse (ein im Landkampf unwahrscheinlicher Fall) sind sie kaum geschützt.
- Zur Zeit der Segelschiffe hatte das Wetter enormen Einfluss auf das Schlachtgeschehen. Eine Flotte mit dem Wind im Rücken konnte ganz anders manövrieren als eine Flotte, die gegen den Wind steuern musste. Das richtige Ausnutzen und vor allem das frühzeitige Erahnen von Änderungen der Witterung anhand kleinster Zeichen waren enorm wichtig und nur durch langjährige Erfahrung zu erlernen. In der Marine waren deshalb junge Admiräle so gut wie nie zu finden, während viele Landsoldaten schon vor ihrem 30. Geburtstag den Rang eines Generals erreichten oder ähnlich hohe Positionen innehatten (z. B. Napoléon Bonaparte, Wellington) und große Armeen kommandierten. Die wenigen Ausnahmen, wie z. B. Juan de Austria bei der Seeschlacht von Lepanto waren meistens politischen Gründen geschuldet.

## Seetaktiken

### Überwasserkampftaktik
- Crossing the T ("Kreuzen des T"):

Dieses war die dominierende Taktik in der Seekriegsführung von der Einführung von schwenkbaren Geschütztürmen (etwa 1870) bis zum Zweiten Weltkrieg. Dabei ging es um das Erreichen der optimalen artilleristischen Feuerposition im Kampf zwischen den Schlachtschiffen zweier Flotten.
- Gefechtskehrtwende

Das Gegenmanöver zum Crossing the T, in der Skagerrakschlacht erstmals erfolgreich angewandt.
- (Träger-)Kampfgruppen/Tiefenstaffelung

Diese Taktik setzt einen Kampfverband aus einem Flaggschiff (normalerweise das größte, z. B. Flugzeugträger) und mehreren Begleitschiffen (Lenkwaffenzerstörer, ASW-Fregatten, U-Boote) voraus. Über eine Staffelung der Einheiten wird ein maximaler Schutz gegen U-Boote, Überwasserschiffe und Flugzeuge zu erreichen versucht. Den inneren Kern bildet das Flaggschiff sowie die Versorger. Darum herum gruppieren sich je nach Bewaffnung die anderen Schiffe. Ziel ist es, potentielle Gefahren wie etwa Flugkörperangriffe durch eine tiefe Verteidigung soweit abzuschwächen, dass die Selbstverteidigungseinrichtungen des Kernschiffs damit keine Probleme haben.
Bei einem Trägerverband zum Beispiel ergibt sich folgende theoretische Tiefenstaffelung gegen Flugkörperangriffe: Im Kern das Flaggschiff und ein Lenkwaffenzerstörer, der die Nahbereichsluftabwehr des Trägers unterstützt. In lockerer Formation umschließen weitere Zerstörer (z. B. Spruance- oder Kidd-Klasse) den Kern und bilden einen Abwehrbereich mit ihren Luftnahverteidigungswaffen. Etwas weiter außerhalb befinden sich dann Schiffe mit höherer Luftabwehrreichweite (z. B. Arleigh-Burke-Klasse), die die meisten anderen Schiffe mit einschließt. In noch weiterer Entfernung schließlich patrouillieren Trägerflugzeuge und eine Hawkeye zur Luftraumüberwachung und Frühwarnung. Um Eigenbeschuss durch Lenkwaffen zu verhindern, müssen die Trägerflugzeuge stets einen Mindestabstand zum tieferen Luftabwehrbereich einhalten, ausgenommen natürlich während des Start- und Landevorgangs. Außerdem sind zwischen den einzelnen Schiffen ASW-Fregatten verteilt, um auf eventuelle U-Boot-Angriffe zu reagieren. Sollte nun beispielsweise ein FK-Angriff erfolgen, wird dieser von der Hawkeye erkannt, worauf die Luftpatrouille erste Abfangversuche unternehmen wird. Nach Eintritt der Flugkörper in die Abwehrzone der Arleigh-Burke-Zerstörer wird diesen mit Flugabwehrraketen entgegengewirkt.
Noch verbliebene sich im Anflug befindliche Flugkörper werden dann von den SAMs mit kürzerer Reichweite durch die anderen Zerstörer weiter bekämpft, bis der Angriff letztlich durch die Waffen des Nahbereichs vollständig abgewehrt werden kann.

### Unterwasserkampftaktik
- „Treiben“:

Eine hauptsächlich von SSNs ausgeführte Taktik, um gegnerische Boote zu orten. Dabei "bremst" das U-Boot soweit ab, bis es nur noch Steuergeschwindigkeit fährt. In dieser Phase wird mit passiven Ortungsgeräten (Sonar) nach anderen Booten gelauscht. Findet man keinen Kontakt, beschleunigt das Boot und wechselt den Standort, um erneut abzubremsen und zu lauschen.
- „Irrer Iwan“

Eine hauptsächlich von SSBNs der ehemaligen Sowjetmarine ausgeführtes Manöver, bei dem der Kapitän sein Boot in regel-/unregelmäßigen Zeitabständen eine 360°-Wende fahren lässt, um seinen achtern liegenden, akustisch "toten Winkel" auf Verfolger zu überprüfen.
- „Bastione“:

Um ihre SSBNs gegen Feindeinwirkung zu schützen, bildete die Sowjetmarine so genannte Bastione. Diese waren Bereiche in der Barentssee und im Nordpolarmeer, in denen die strategischen U-Boote operierten. Diese Bereiche wurden sowohl durch sowjetische SSNs als auch durch andere Überwasser- und Luftstreitkräfte gegen feindliche Kräfte abgeschirmt.
- „Verstecken“:

Um einer Ortung/Verfolgung durch Überwassereinheiten zu entkommen, können sich U-Boote unter der sogenannten Thermokline verstecken. Diese Grenzschicht im Wasser bricht und reflektiert Schall, wodurch eine Ortung durch Sonar erschwert ist.